# Matteo Vitari
Matteo Vitari (Cerenzia, XII secolo – Cerenzia, XIII secolo) è stato un abate e vescovo cattolico italiano.

## Biografia
Nel 1202 successe all'abate Gioacchino da Fiore. La fortuna post mortem dell'abate florense è accresciuta grazie all'abate Matteo, che trascrisse tutte le sue opere diffondendole in ogni angolo d'Europa.
A Vitari si deve lo sviluppo dell'Ordine florense in Calabria, Campania, Lazio meridionale, Toscana e Puglia; inoltre costruì tra il 1215 e il 1234 l'abbazia florense di San Giovanni in Fiore e, a lavori completati, fu elevato alla cattedra vescovile di Cerenzia, suffraganea di Santa Severina.